# Kółkownik

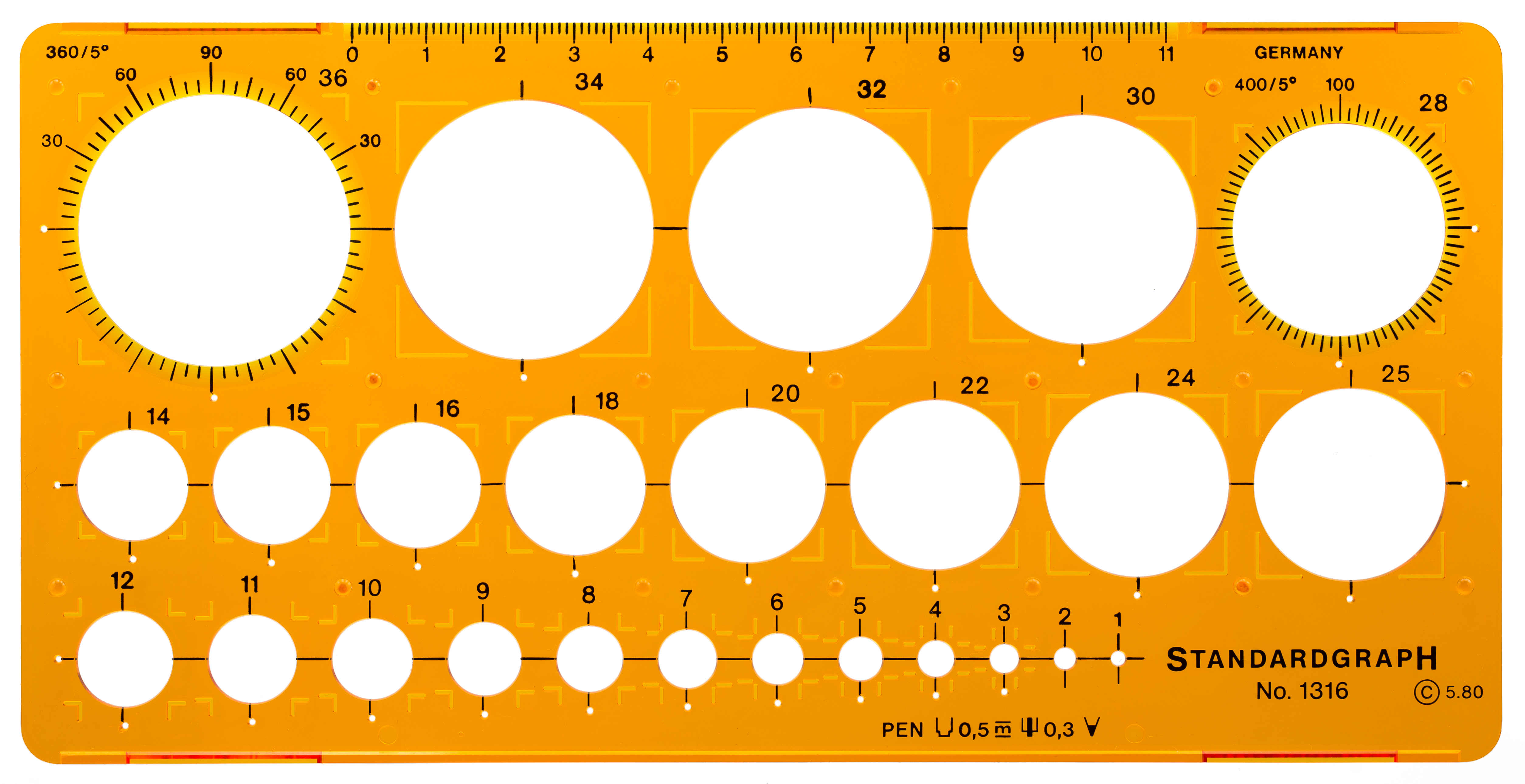
Wzornik do rysowania okręgów

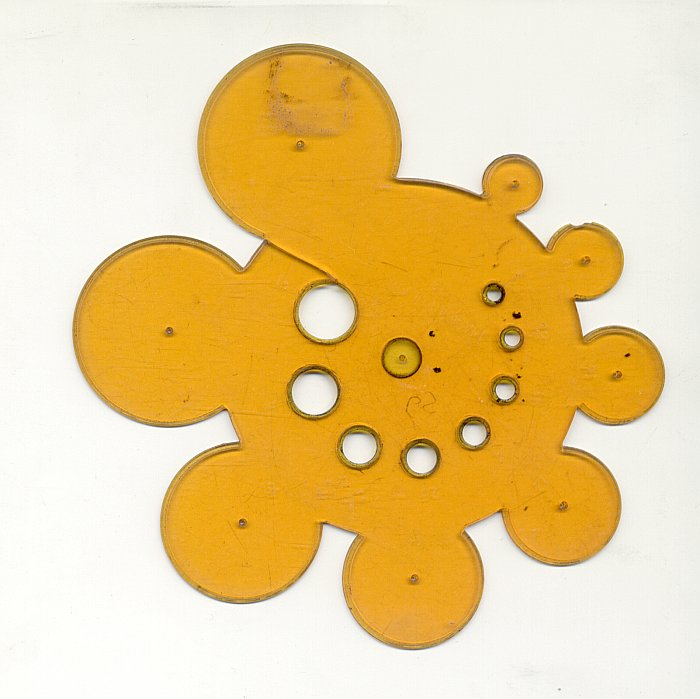
Wzornik do rysowania okręgów

Kółkownik – przyrząd kreślarski, wzornik służący do rysowania okręgów. Często ma kształt prostokąta, chociaż spotykane są także inne formy. Posiada szereg wyciętych kół o różnych rozmiarach, podpisanych wartościami ich średnic, wyrażonymi w milimetrach.